# Richard Claverhouse Jebb
Sir Richard Claverhouse Jebb (Dundee, 27 agosto 1841 – Londra, 9 dicembre 1905) è stato un politico e traduttore scozzese. Fu anche uno dei più grandi traduttori (dalle lingue classiche all'inglese) della sua epoca.

## Biografia
Figlio di un avvocato e nipote di un giudice, dopo aver intrapreso una carriera scolastica al Charterhouse School e al Trinity College, in Cambridge. Dopo alcuni riconoscimenti diventa prima professore di greco a Glasgow dal 1875 al 1889, per poi passare al Cambridge dal 1889, dove rimase in carica sino alla morte. Sposato nel 1874 nel 1891 venne eletto membro del parlamento e fu insignito del titolo di cavaliere nel 1900. Ebbe sino alla sua morte altri riconoscimenti a livello mondiale.

### Opere
Fra i suoi scritti tutti riguardanti opere di traduzione dal greco e dal latino:
- The Characters of Theophrastus (1870)
- The Attic Orators from Antiphon to Isaeus (2 edizione nel I893),
- Bentley (1882)
- Sophocles (opere) (terza edizione nel 1893)
- Bacchylides (1905),
- Homer (introduzione Iliade - Odissea) (terza edizione nel 1888)
- Modern Greece (1901)
- The Growth and Influence of Classical Greek Poetry (1893).